# 多賀城市RV車飲酒運転事故
多賀城市RV車飲酒運転事故（たがじょうしアールブイしゃいんしゅうんてんじこ）は、2005年（平成17年）5月22日に宮城県多賀城市八幡1丁目で発生した飲酒運転による交通事故。

## 概要

### 事故の経緯
当時、仙台育英学園高等学校（以下、仙台育英高校）では新入生向けの「さつき祭」の「ウォークラリー」という学校行事が行われており、新入生約570人が参加していた。「ウォークラリー」とは、仙台育英高校多賀城校舎から宮城郡松島町の研修施設に徒歩で向かうというもので、出発は5月22日午前4時であった。
行事途中の午前4時15分頃に、多賀城市の国道45号でRV車（2代目日産・サファリ)が赤信号を無視して停車中の乗用車に追突し、横断歩道を渡っていた仙台育英高校の生徒の列に突っ込んだ。この事故で3人が死亡し、4人が重傷、16人が軽い怪我をした。死亡したうちの2人は即死であった。塩釜警察署は運転手（当時26歳）を業務上過失致死容疑で現行犯逮捕した。運転手からは基準値を超える呼気1リットル当たり0.3mgのアルコールが検出された。

### 事故後
この事故から2007年10月に宮城県では飲酒運転根絶に関する条例が制定される。そして毎年5月22日は「飲酒運転根絶の日」と定められ県と市町村が一体となって飲酒運転の根絶に向けた取り組みが行われている。
仙台育英高校多賀城校舎の敷地内にはこの事故のメモリアルゾーンが設置されている。毎年5月22日には1年生全員が参加する追悼行事が実施されている。

## 捜査
運転手は遅くとも5月21日午後9時前に仙台市宮城野区の居酒屋で友人数人と飲み始め、午後10時ごろからは多賀城市のスナックに移り、事件当日の5月22日午前0時ごろからは仙台市青葉区国分町の飲食店で3時間余りにわたって焼酎などを飲酒するなど3軒をはしごしていたことが分かった。そのため、塩釜警察署は運転手を道路交通法違反（酒気帯び運転）及び業務上過失致死容疑で仙台地検に送検した。
後の捜査で宮城県警察は運転手を危険運転致死傷容疑でも立件した。また、同乗者（当時27歳）についても道路交通法違反（酒気帯び運転ほう助）容疑も視野に任意の事情聴取を開始した。
2005年（平成17年）6月12日、仙台地検は運転手を危険運転致死罪で起訴した。

## 刑事裁判

### 運転手の裁判
2005年（平成17年）8月9日、仙台地裁（卯木誠裁判長）で初公判が開かれ「酒は飲んだが、運転が困難な状態ではなかった。危険運転かどうかよくわからない。慎重に運転しようとしていた」と述べて起訴事実の一部を否認した。
冒頭陳述で検察側は被告人が信号無視や蛇行運転など危険運転行為をしていた様子を法廷に設置した大型スクリーン上にパソコンのソフトを用いて再現。また、被告人が事件前に代行車を頼もうとしたが、所持金がなかったため、事件当日は日曜日の朝で警察の取り締まりが少ないと思い、飲酒運転をしたことを明らかにした。一方、弁護側は「危険運転には当たらない」と述べて危険運転致死傷罪は成立しないと主張した。
2005年（平成17年）12月12日、論告求刑公判が開かれ、検察側は「事故を起こすかも知れないと思いながら運転したことは無差別殺人に匹敵する」として懲役20年を求刑した。弁護側は「被告は飲酒後、足がふらつくこともなく注意して運転すれば家にたどりつけると考えていた」と述べ、危険運転致死傷罪は成立しないとして改めて無罪を主張し、結審した。
2006年（平成18年）1月23日、仙台地裁（卯木誠裁判長）で判決公判が開かれ「居眠りをし、意識が朦朧として危ない運転であると認識したにも関わらず、行けるところまで行こうなどという極めて身勝手で安易な考えに基づく経緯に酌量の余地はない」として求刑通り懲役20年の判決を言い渡した。
判決では、運転手が青信号になっても発進しなかったり、赤信号を無視して交差点に侵入しているなどの走行態様から「前方注視及び運転操作が困難な状態で自動車を走行したものと認められる」として危険運転行為にあたると認定した。
その上で「近時、危険運転に対する社会的批判が高まっている中、酒気帯び運転の非行歴を有しながらこれを教訓とせずに本事故を起こした被告人の刑事責任は重大」として危険運転致死傷罪の最高刑にあたる懲役20年が相当と結論付けた。
この判決に対し検察側と弁護側双方が控訴しなかったため、控訴期限を迎えた2月7日午前0時をもって懲役20年の判決が確定した。

### 同乗者の裁判
2008年（平成20年）9月19日、仙台地裁（宮田祥次裁判官）で判決公判が開かれ「運転手の危険運転行為の幇助をしており、罰金刑による前科や交通違反歴が2件あることを考慮すれば刑事責任は決して軽くない」として罰金25万円の判決を言い渡した。
2009年（平成21年）2月24日、仙台高裁（志田洋裁判長）は「運転者による危険運転の犯罪事実を起訴事実に盛り込むのは必要不可欠」として罰金25万円を命じた一審・仙台地裁の判決を破棄して懲役1年、執行猶予5年の判決を言い渡した。判決では訴因通り事実認定した一審の判決を踏まえて「錯誤の状態をそのまま訴因として構成することも許される」との前例のない判断をし、罰金刑では軽いとしながらも執行猶予付きの懲役刑が限度と結論付けた。

## 民事裁判
2007年（平成19年）10月31日、仙台地裁（近藤幸康裁判官）は「将来ある高校生の命が突然失われ、両親は言葉では表現できない苦痛を被った」として、運転手と同乗者に2人で連帯して慰謝料など計約1億657万円を支払うよう命じる判決を言い渡した。